# Höhr-Grenzhausen
Höhr-Grenzhausen település Németországban, Rajna-vidék-Pfalz tartományban. Lakosainak száma 9439 fő (2023. december 31.).

## Népesség
A település népességének változása:
| Lakosok száma | 8188 | 9353 | 9260 | 9368 | 9509 | 9439 |
|               | 1975 | 2017 | 2019 | 2021 | 2022 | 2023 |